# Panamerikameisterschaft 2007 (Badminton)
Die Panamerikameisterschaften 2007 im Badminton fanden vom 15. bis 19. Mai 2007 in Calgary statt. Es war die 13. Auflage der Veranstaltung.

## Austragungsort
Calgary Winter Club, Calgary, Kanada

## Medaillengewinner
| Disziplin    | Gold                       | Silber                          | Bronze                                   |
| ------------ | -------------------------- | ------------------------------- | ---------------------------------------- |
| Herreneinzel | Stephan Wojcikiewicz       | Andrew Dabeka                   | Andrés Corpancho                         |
| Herreneinzel | Stephan Wojcikiewicz       | Andrew Dabeka                   | Kyle Foley                               |
| Dameneinzel  | Anna Rice                  | Claudia Rivero                  | Sarah MacMaster                          |
| Dameneinzel  | Anna Rice                  | Claudia Rivero                  | Charmaine Reid                           |
| Herrendoppel | Mike Beres William Milroy  | Khankham Malaythong Howard Bach | Erick Anguiano Pedro Yang                |
| Herrendoppel | Mike Beres William Milroy  | Khankham Malaythong Howard Bach | Kyle Holoboff Toby Ng                    |
| Damendoppel  | Fiona McKee Charmaine Reid | Mesinee Mangkalakiri Eva Lee    | Cristina Aicardi Claudia Rivero          |
| Damendoppel  | Fiona McKee Charmaine Reid | Mesinee Mangkalakiri Eva Lee    | Naty Rangel Rossina Nuñez                |
| Mixed        | Howard Bach Eva Lee        | Mike Beres Valérie Loker        | Khankham Malaythong Mesinee Mangkalakiri |
| Mixed        | Howard Bach Eva Lee        | Mike Beres Valérie Loker        | Nicholas Jinadasa Samantha Jinadasa      |
| Mannschaft   | Kanada                     | Vereinigte Staaten              | Peru                                     |

## Finalergebnisse
| Disziplin    | Sieger                     | Finalist                        | Ergebnis            |
| ------------ | -------------------------- | ------------------------------- | ------------------- |
| Herreneinzel | Stephan Wojcikiewicz       | Andrew Dabeka                   | 21–17, 22–20        |
| Dameneinzel  | Anna Rice                  | Claudia Rivero                  | 21–16, 21–11        |
| Herrendoppel | Mike Beres William Milroy  | Khankham Malaythong Howard Bach | 21–13, 21–19        |
| Damendoppel  | Fiona McKee Charmaine Reid | Mesinee Mangkalakiri Eva Lee    | 22–20, 17–21, 21–18 |
| Mixed        | Howard Bach Eva Lee        | Mike Beres Valérie Loker        | 21–18, 21–17        |